# Trullo (Roma)
Trullo è la zona urbanistica 15D del Municipio Roma XI di Roma Capitale. Si estende sul suburbio S. VII Portuense.

## Geografia fisica

### Territorio
La zona confina:
- a nord con le zone urbanistiche 15B Corviale e 16A Colli Portuensi
- a est con le zone urbanistiche 15B Portuense e 15C Pian due Torri
- a sud-est con la zona urbanistica 12A Eur
- a sud con la zona urbanistica 12X Tor di Valle
- a ovest con la zona urbanistica 15E Magliana

## Storia
La presenza di una tomba romana del I secolo con l'iscrizione Trullus de Maximis posto lungo l'argine del Tevere e un casino di caccia del 1600 posto sulla collina di Montecucco nei pressi di quella che era l'abitazione del Ministro Baccelli, la cui forma ricorda quella dei trulli pugliesi, dà l'attuale nome al Quartiere Trullo.
Particolare importanza rivestono le Catacombe di Generosa (sulla via omonima), un antico cimitero situato su un'altura della Magliana, in cui furono sepolti i corpi dei fratelli Simplicio e Faustino, uccisi durante la persecuzione di Diocleziano nel 303 d.C.
I due martiri sono i patroni di una cittadina tedesca, Fulda, che recentemente si è gemellata con la Magliana, dedicandole una strada, la 'Maglianastrasse'.
Il Borgo del Trullo fu costruito fra il 1939 e il 1940 dall'Istituto Fascista Autonomo Case Popolari (IFACP), su progetto degli architetti Roberto Nicolini e Giuseppe Nicolosi, col nome di "Costanzo Ciano", per accogliere gli italiani emigrati all'estero e rimpatriati su impulso del Ministero degli Affari Esteri, e quale "residenza temporanea" dei cittadini del rione Monti, sfollati per la demolizione e costruzione di via dei Fori Imperiali, per poi, dopo la guerra, assumere il nome di "Borgata del Trullo", con delibera del 2 febbraio 1945.
La denominazione più corretta è Quartiere del Trullo, in base agli aspetti urbanistici e sociali. Si potrebbe oltremodo definire Borgo del Trullo in quanto qui, dai tempi dell'inizio dell'Impero romano con i Sacerdoti Arvali, si lavorava la terra e si proclamava ogni anno a maggio una festa in nome dell'Agricoltura per la Dea Dia v.) Tempio di Dia. Era quindi un Borgo agricolo. 
Il sepolcro, inizialmente chiamato Turlone, Torraccio ed, infine, "Trullus de Maximis", risulta essere stato proprietà di un certo Massimo "Donne Rogata" nel XIII secolo.

## Monumenti e luoghi d'interesse

### Architetture religiose

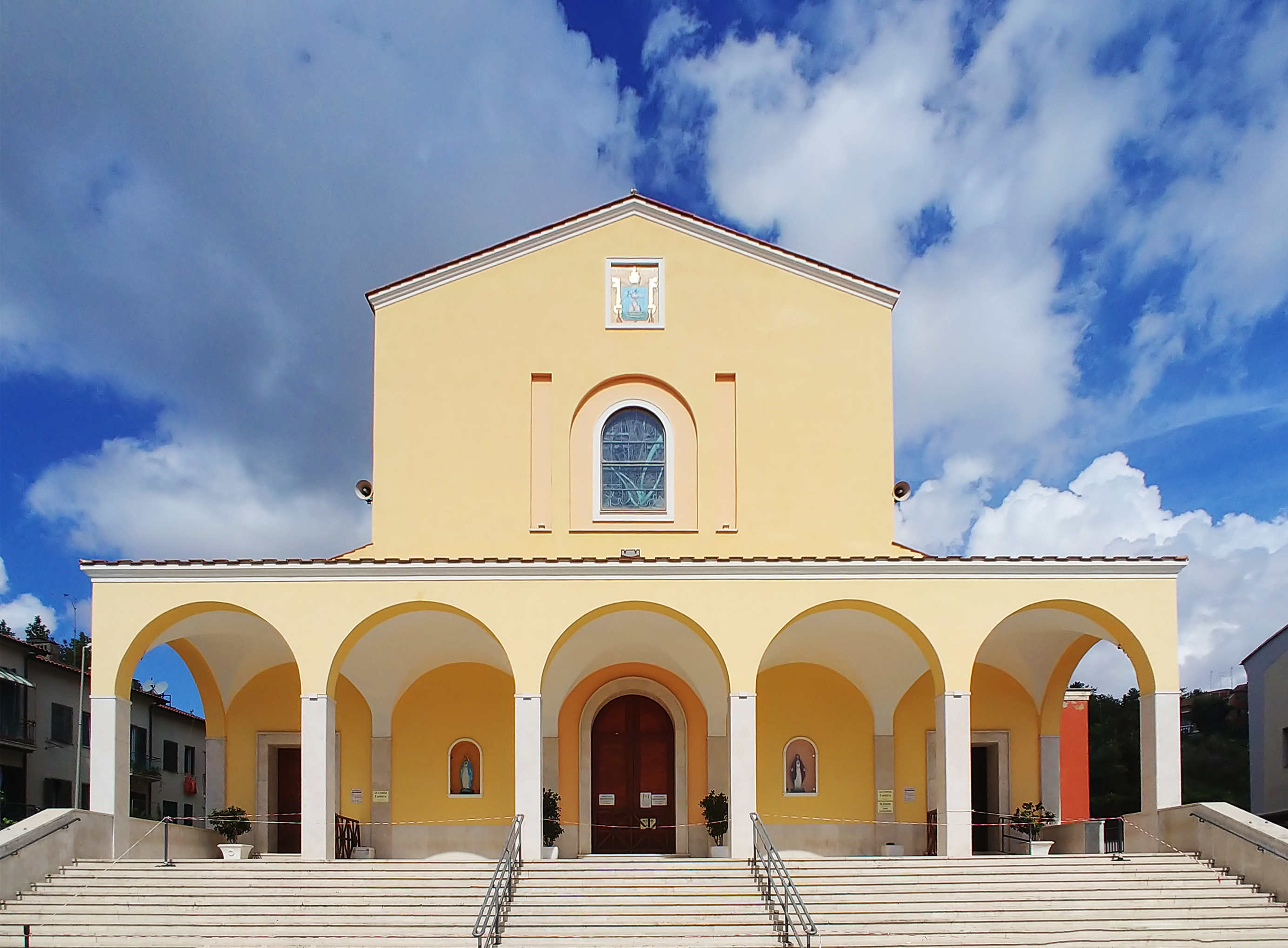
Chiesa di San Raffaele Arcangelo

- Chiesa di Santa Maria del Rosario di Pompei alla Magliana, su piazza della Madonna di Pompei. Chiesa del XX secolo (1915).
- Chiesa di San Raffaele Arcangelo, su via di San Raffaele. Chiesa del XX secolo (1953). 41.843758°N 12.437982°E

Parrocchia eretta il 1º febbraio 1953 con il decreto del cardinale vicario Clemente Micara "Quo uberius".
- Cappella Gesù Maestro della Casa Generalizia Congregazione delle Pie discepole del Divin Maestro, su via Portuense. Chiesa del XX secolo (1967-69). 41.850433°N 12.428936°E
- Chiesa di Santa Maria del Rosario, su via Chiusdino. Chiesa del XXI secolo (2007).

### Siti archeologici
- Torraccio o Trullo dei Massimi, su via delle Idrovore della Magliana. Sepolcro del I secolo.[3] 41.830352°N 12.445644°E
- Basilica ipogea e catacombe di Generosa, su via delle Catacombe di Generosa. Basilica e sepolcro del IV secolo.[4][5]

## Cultura
- Nel 1964 il giornalista, scrittore e pedagogista Gianni Rodari ideò e scrisse, con la collaborazione degli alunni della maestra Maria Luisa Bigiaretti nella scuola elementare "Carlo Collodi" di via Massa Marittima, il racconto La torta in cielo, interamente ambientato al Trullo. La storia fu pubblicata a puntate sul Corriere dei Piccoli a partire dal 1964 prima di essere raccolta in volume da Einaudi nel 1966. Nel 1973 il regista Lino Del Fra trasse dal racconto il film omonimo, con protagonista Paolo Villaggio; gli esterni della pellicola furono girati nel quartiere.
- Nel 1966 Pier Paolo Pasolini girò al Trullo, sulla collina di Montecucco, alcune sequenze del suo film Uccellacci e uccellini. In particolare vengono inquadrati Totò e Ninetto Davoli nei pressi di Villa Kock e della Torre Righetti. Pasolini scrisse anche una poesia nei giorni delle riprese, la descrizione di una partita di calcio, Partitella al Trullo.
- Nel 1975 la maestra Laura Migliorini ha raccolto alcuni temi di alunni di una scuola elementare del Trullo nel libro Cancelati dalla dotrina. I compiti scolastici dei bambini di una borgata romana, edito da Bompiani con una prefazione di Tullio De Mauro. Nel libro, che anticipa di quindici anni la formula che decreterà il successo di Io speriamo che me la cavo di Marcello D'Orta, non viene mai fatto il nome della scuola frequentata dai ragazzi, ci si limita a dire che si trova nella borgata di Montecucco, ossia appunto al Trullo.
- Cosmonauta è un film girato nell'autunno del 2008 nel quartiere del Trullo: si riconoscono i lotti Ater, la Scuola Carlo Collodi, la Chiesa San Raffaele, la collina di Montecucco e diversi altri luoghi. Scritto, diretto e interpretato da Susanna Nicchiarelli, al suo esordio come regista, il film è stato candidato al premio Alabarda d'oro 2010 per la miglior sceneggiatura e ha vinto il premio Controcampo italiano alla 66ª edizione della Mostra internazionale d'arte cinematografica. La pellicola si è aggiudicata anche il Ciak d'oro 2010 per la miglior opera prima
- Christian Ferro, il personaggio protagonista del lungometraggio di Leonardo D'Agostini Il campione (2019), interpretato dall'attore Andrea Carpenzano, è un calciatore della Roma cresciuto al Trullo. Il film è infatti ambientato in buona parte nel quartiere. A Christian Ferro ha dedicato un murale lo street artist Jorit, il quale lo ha raffigurato su una parete di uno dei lotti Ater di via del Trullo.
- Nel 2010 nasce da questo territorio un movimento poetico definito Metroromantico. Sono i Poeti del Trullo: inizialmente sette, cinque ragazzi e due ragazze, si firmano con pseudonimi.
- Dal 6 aprile 2019 il Quartiere ha dato avvio al percorso Cento Rodari - Verso il Centenario di Gianni Rodari aperto a tutta la cittadinanza e in collaborazione con l'I.C.Antonio Gramsci e insieme al Movimento di Cooperazione Educativa, al Teatro San Raffaele e altri partnership. Gli eventi didattici formativi si sono svolti fino al 2020 e circa una volta al mese con professori, pedagogisti ed esperti rodariani.
- In occasione dei cento anni dalla nascita e dei quaranta dalla morte di Gianni Rodari, sul n. 425 (19 gennaio 2020) del settimanale La Lettura, supplemento culturale del Corriere della Sera, sono state pubblicate due tavole a fumetti - sceneggiate da Giuseppe Pollicelli e disegnate da Sudario Brando (pseudonimo di Francesco Siena) - dedicate al celebre scrittore e pedagogista. Intitolato La ricetta di Rodari, il fumetto si svolge in un'aula della scuola elementare "Carlo Collodi" di via Massa Marittima, dove una maestra racconta ai suoi allievi la fiaba La torta in cielo, realizzata da Rodari nel 1964 in collaborazione con alcuni alunni del medesimo istituto e ambientata a sua volta al Trullo.

## Infrastrutture e trasporti
|  | È raggiungibile dalla stazione di Magliana. |